# 1042
1042 (MXLII) je bilo navadno leto, ki se je po julijanskem koledarju začelo na petek.

## Dogodki

### Bizantinsko cesarstvo
- 18. april - Cesar Mihael V. Kalafat zapre v samostan socesarico Zojo. Po smrti cesarja in soproga Mihaela IV. Paflagonca je konec prejšnjega leta regentka Zoja Bizantinska za naslednika določila nečaka in posinovljenca Mihaela V. Kalafata v upanju, da bo ugodna marioneta. ↓
- 19. aprila → Naslednjega dne sledi vsesplošen upor množice v Konstantinoplu, ki zahteva obnovitev Zojinega sovladarstva. Mihael Kalafat je  prisiljen ugoditi zahtevam. ↓
- 20. aprila → Socesarica Zoja odstavi nesojenega 'samostojnega' cesarja Mihaela V. Kalafata, ki se zateče v varstvo samostana. Kljub temu, da se odpove vsem pravicam do prestola in poda redovniško prisego, je po bizantinskem aristokratskem  običaju oslepljen, kastriran in iznakažen. Umre štiri mesece kasneje. Cesarica Zoja za kratek čas kot sovladarico prizna svojo sestro Teodoro.
- 11. junij - Poroka med cesarico Zojo in Konstantinom IX. Monomahom. S tem dobi Konstantin pravico do bizantinskega prestola in kratkotrajno zavezništvo Teodore z Zojo postane brezpredmetno.
- Bizantinski general Jurij Manijak se upre novemu bizantinskemu cesarju Konstantinu IX. Monomahu, ker mu le-ta ni priznaval uspeha pri zavzetju dela Sicilije od Arabcev. Hkrati se ob podpori normanskih najemnikov razglasi za cesarja in začne marširati proti Konstantinoplu. 1043 ↔
  - Bodoči norveški kralj Harald Hardrada, ki je bil vodja elitne garde varajaških najemnikov v bizantinski vojski, je odpuščen iz bizantinske vojske in napoten domov. Ni znano, kakšna je njegova vloga v vsesplošnih zarotah bizantinskega dvora.
  - Vojislav, knez Duklje (danes Črna gora) izžene Bizantince.

### Ostalo
- 8. junij - Po smrti anglodanskega kralja Hartaknuta, ki se ga je na neki poroki napil do smrti, zasede angleški prestol kralj Edvard Spoznavalec, ki vlada do leta 1066. V političnem vakuumu, ki se vzpostavi s smrtjo Hartaknuta ↓
- → norveški kralj Magnus I. doda svoji kraljevini še Dansko.
- Normani si za prestolnico nastajajoče vojvodine izberejo mesto Melfi v Apuliji.
- Henrik III. prenese pravice do Vojvodine Bavarske na Henrika II. Luksemburškega. Cilj obeh Henrikov je zaustavitev vpadov madžarskega kralja Samuela Abe na ozemlje Svetega rimskega cesarstva.
- Po smrti emirja Abada I. prevzame oblast v muslimanskem Seviljskem kraljestvu njegov sin Abad II.
- Maroko: vzpon berberske dinastije Almoravidov.
- Dinastija Song dobrodušno zviša svoje tributarne dajatve dinastiji Liao, s katerimi si je kupovala mir pred njimi. Razlog je v vzpostavitvi novega cesarstva Zahodne Xie, ki je tudi poznalo vojaške šibkosti Songa. Kitajska treh cesarstev Songa, Liaa in Zahodne Xie je obstajala do vzpona Mongolov dve stoletji kasneje.
- Začetek gradnje Westminstrske opatije.

## Rojstva
- papež Urban II. († 1099)
- Boleslav II., poljski kralj († 1081)
- Sančo Ramirez, aragonski kralj († 1094)

## Smrti
- 25. januar - Abad I., seviljski emir
- 8. junij - Hartaknut, danski in angleški kralj (* 1018)
- 24. avgust - Mihael V. Kalafat, bizantinski cesar (* 1015)
- 9. november - Oldřih, češki vojvoda (* okoli 975)

Neznan datum
- Džajasimha II., indijski kralj Zahodne Čalukje